# گورنگه زونیچه
گورنگه زونیچه (به صربی: Gornje Zuniče) یک منطقهٔ مسکونی در صربستان است که در Knjaževac واقع شده‌است. گورنگه زونیچه ۴۷۵ نفر جمعیت دارد.